# Buday Kálmán
Buday Kálmán (Pécs, 1863. október 13. – Budapest, Józsefváros, 1937. november 17.) orvos, patológus, egyetemi tanár, akadémikus.

## Élete
Édesapja nemes Buday Béla (1823–1900), a pécsi káptalan uradalmi mérnöke, édesanyja Kelemen Tekla (1842–1902) volt. Tízgyermekes nemesi családból származott. Ismert testvérei Buday Béla (1865–1944) mérnök, Buday László (1873–1925) statisztikus, egyetemi tanár és Buday Dezső (1879–1919) jogász.
1881-ben a Ciszterci Rend Pécsi Katolikus Főgimnáziumában érettségizett. Tanulmányait a Budapesti Tudományegyetemen folytatta és 1886-ban orvosi oklevelet szerzett. Ugyanettől az évtől a Budapesti Kórbonctani Intézetben dolgozott, 1890-től műtőorvos volt az I. számú Sebészeti Klinikán. Külföldi tanulmányút (1894–95) után a Kolozsvári Magyar Királyi Ferenc József Tudományegyetemen a kórbonctan helyettes tanára, 1896-ban magántanára, majd még ebben az évben nyilvános rendes tanára. 1913-tól 1934-ig, nyugdíjazásáig a kórbonctan nyilvános rendes tanára a Budapesti Tudományegyetemen, illetve a budapesti Pázmány Péter Tudományegyetemen és az I. számú Kórbonctani Intézet igazgatója.
1913-ban a Magyar Tudományos Akadémia levelező-, majd 1931-ben rendes tagja lett. Jelentős kutatásokat végzett az osteogenesis imperfecta, a szájüreg és tüdő üszkös gyulladása, a lymphogranulomatosis és a tuberkulózis kórbonctana terén. Elsőnek állapította meg, hogy a tüdőtuberkulózis kialakulásában a külső újrafertőződés hatására a lappangó belső gócok fellángolásával lehet számolni. Leírta a sebfertőzés egyik róla elnevezett kórokozó baktériumát.
A Farkasréti temetőben helyezték örök nyugalomra.
Felesége Békésy Anna.

## Művei
- A csontok és ízületek gümőkórja (Budapest, 1895)
- A pathológiás óriásnövés egy esete. Jancsó Miklóssal. (Kolozsvár, 1897)
- Kórboncolástan. Veszprémy Dezsővel. (Budapest, 1914)
- A vaslerakódások jelentősége a Banti-kóros lépdaganatokban (1917)
- Az anaemiák kórbonctana (Budapest, 1928)
- A lymphogranulomatosis kórbonctana és kórszövettana (Budapest, 1930)
- A constitutio szerepe a rheumas betegségek keletkezésében (Budapest, 1931)
- A lymphogranuloma-sejtek szerkezetéről. Akadémia székfoglaló. (Matematikai és Természettudományi Értesítő, 1934)
- A gümőkór alaki tulajdonságai tekintettel annak különböző időszakaira (Orvosképzés, 1936)
- A tuberculosis, mint szociális bántalom. A gümőkór szociálpathológiája. (Extrapulmonalis tuberculosis. Budapest, 1938)